# Wampsville
Le village de Wampsville est le siège du comté de Madison, situé dans l'État de New York, aux États-Unis. Lors du recensement de 2010, sa population s'élève à 543 habitants, estimée en 2016 à 529 habitants.